# Degeneriaceae
Degeneriaceae је примитивна и мала фамилија скривеносеменица. Врсте ове фамилије су ендемско дрвеће које расте на неколико пацифичких острва (архипелаг Фиџи, нарочито на острву Вити Леву) са спирално распоређеним крупним и целим листовима без лисних залистака, а слично врстама сродне фамилије Himantandraceae поседују аксиларне цветове и основни број хромозома x=12. Цветови су крупни, појединачни, са мноштвом листића перијанта и са само једним оплодним листићем. Плод је мешак.
Статус фамилије признаје неколико аутора и присутна је у неколико класификационих схема скривеносеменица. APG I и APG II, савремени класификациони системи, препознају фамилију у оквиру реда Magnoliales. Фамилија је монотипска — обухвата само род Degeneria, који се састоји од две врсте.